# Magnus Nygren
Magnus Nygren (Karlstad, 7 giugno 1990) è un hockeista su ghiaccio svedese.

## Palmarès

### Mondiali
- 1 medaglia:
  - 1 bronzo (Bielorussia 2014)